# 宮本益光
宮本 益光（みやもと ますみつ、1972年9月28日 - ）は、日本の声楽家（バリトン）、オペラ歌手、合唱指揮者、音楽学者、音楽教育者、詩人（作詞家）、翻訳家（訳詞家）、著作家、脚本家、オペラ演出家、舞台演出家、作曲家。
学位は博士（音楽）（東京芸術大学・2005年）。

## 経歴
愛媛県八幡浜市出身。東京藝術大学卒業。同大学大学院修士課程修了。同大学院博士後期課程修了。「オペラの日本語訳詞、その方法論」と題した博士論文を執筆し、博士（音楽）の学位を取得した。声楽を佐藤陽三、高橋大海に師事。
初舞台は大学卒業時の1994年（平成6年）芸大ヘンデル『メサイヤ』のソリスト（東京文化会館大ホール）。その後バッハ『ロ短調ミサ』、ハイドン『ハルモニー・ミサ』等のソリストを務める。
オペラでは1996年（平成8年）広島オペラルネッサンス モーツァルト『ドン・ジョヴァンニ』マゼットでデビュー。その後、2001年（平成13年）東京室内歌劇場 ブリテン『ヴェニスに死す』旅行者。2002年（平成14年）新国立劇場小劇場シリーズ 原嘉壽子『シャーロック・ホームズの事件簿・告白』ホームズ、神奈川県民ホール 三善晃『支倉常長 遠い帆』徳川家康などに出演。
2003年（平成15年）東京室内歌劇場 アンドレ・プレヴィン『欲望という名の電車』（日本初演）スタンリーで注目され、翌2004年（平成16年）『ドン・ジョヴァンニ』タイトル・ロールで二期会デビュー。その後の主なオペラ出演歴は、2006年（平成18年）東京二期会 モーツァルト『コジ・ファン・トゥッテ』グリエルモ（宮本亞門演出・文化庁芸術祭大賞）、2010年（平成22年）神奈川県民ホール・びわ湖ホール プッチーニ『ラ・ボエーム』マルチェッロ、新国立劇場『鹿鳴館』（三島由紀夫：原作 池辺晋一郎：作曲 世界初演）清原永之輔、日生劇場 グルック『オルフェオとエウリディーチェ』オルフェオ。2011年（平成23年）には二期会『ドン・ジョヴァンニ』タイトル・ロールを再演。2012年（平成24年）日生劇場開場50周年記念特別公演 読売日本交響楽団創立50周年記念事業 二期会創立60周年記念公演 アリベルト・ライマン『メデア』イヤソン。2013年（平成25年）に東京二期会 ヨハン・シュトラウス2世『こうもり』（白井晃：演出・新制作）ファルケ、新国立劇場 香月修『夜叉ケ池』（世界初演）学円、日生劇場50周年特別公演アリベルト・ライマン『リア』（日本初演）オルバニー公にも出演。2014年（平成26年）東京二期会 カールマン『チャールダーシュの女王』フェリ・バーチ。2015年（平成27年）神奈川県民ホール40周年記念 黛敏郎：作曲・三島由紀夫：原作『金閣寺』（新制作 ドイツ語上演）溝口。2017年（平成29年）神奈川県民ホール モーツァルト『魔笛』パパゲーノ、神奈川県民ホール フンパーディンク『ヘンゼルとグレーテル』パパ。2019年（令和元年）東京二期会・フランス国立ラン歌劇場（フランス語版）共同制作『金閣寺』溝口にて主演。2020年11月二期会 レハール『メリー・ウィドウ』ダニロで出演するなど、出演したプロダクションは昭和音楽大学オペラ情報センターの記録だけでも60を数え、大役を多くこなしている。
コンサートでも『第九』やフォーレ『レクイエム』宗教曲など、古典から現代作品、邦人作品までレパートリーが幅広く、東京都交響楽団、東京交響楽団、読売日本交響楽団、日本フィルハーモニー交響楽団の他、全国各地の主要オーケストラと共演を重ねる。2004年読売日本交響楽団 オルフ『カルミナ・ブラーナ』は日本テレビ放送網で放映された。端正な顔立ちからファンが多く、2020年（令和2年）10月5日にはサントリーホール大ホールで「日本フィル＆サントリーホール『とっておきアフタヌーンVol.14』」において「ハンサム四兄弟（バリトン：加耒徹、近藤圭、与那城敬、宮本益光）」として出演している。
リサイタルにおいては、2004年（平成16年）東京オペラシティ「Ｂ→Ｃ（バッハからコンテンポラリーへ）」、2006年（平成18年）フィリアホール「モーツァルトの歌」、同年HAKUJU HALL「おやすみ」、2007年（平成19年）津田ホール「21世紀(ぼくら)の歌」、HAKUJU HALL「碧のイタリア歌曲」などを開催している他、銀座王子ホールの昼のコンサート・シリーズである「銀座ぶらっとコンサート」において2006年（平成18年）から「宮本益光の王子な午後」を続けており、2020年（令和2年）12月25日に「銀座ぶらっとコンサート #144 宮本益光の王子な午後26－ふるさとの歌－」において27回目を迎えている（9月に27を開催。26は3月開催予定を振替）。その中では2014年（平成26年）2月の『二本の木』というNHKで番組化された夫婦のがん発症から最期までを綴った日記を連作歌曲とした企画もあった。また、2015年（平成27年）9月には同じく王子ホールで宮本益光バリトンリサイタル「歌劇場への誘い」を開催している。
オペラの日本語訳詞については博士号を取得しているエキスパートであり、2008年（平成20年）の「東京二期会2Days in 名古屋 宮本益光の奥様は女中!?」（しらかわホール）におけるペルゴレージ『奥様女中』を皮切りに、ビゼー『カルメン』、藤沢市民オペラ オッフェンバック『地獄のオルフェ』、大阪いずみホール プーランク『カルメル会修道女の対話』、びわ湖ホール トマ『ミニヨン』、日生劇場『ラ・ボエーム』の新日本語訳詞を制作。『ドン・ジョヴァンニ』等では字幕を発表。対訳なども多数手掛けている。
詩人・作詞家としても活動し、詩集を出版するとともに、歌曲・合唱曲の作詞家として加藤昌則、信長貴富などに詩を提供し、歌曲、合唱曲を次々と演奏、出版している。とりわけ加藤昌則は東京藝大の同期で学生時代からのコンビとして自作のリサイタルのピアノ伴奏を務めることが多い。
合唱指揮者としても、2004年（平成16年）からシンフォニーヒルズ少年少女合唱団の音楽監督、同年から洋光台男声合唱団の音楽監督、2010年（平成22年）から初音の杜ジュニアコーラス指揮者。カマラード横浜の音楽監督。八幡浜児童合唱団の特別講師。2018年（平成30年）には第67回東京六大学合唱連盟定期演奏会で慶應義塾ワグネル・ソサィエティー男声合唱団の『男声合唱とピアノのための「Fragments（フラグメンツ）－特攻隊戦死者の手記による－」』（作曲：信長貴富）を指揮。2020年（令和2年）にも第69回東京六大学合唱連盟定期演奏会で慶應義塾ワグネル・ソサィエティー男声合唱団を指揮する予定であったが、COVID-19により演奏会が中止となり実現しなかった。
2021年（令和3年）現在桐朋学園大学准教授。聖徳大学客員准教授。東京藝術大学講師。門下生には吉田安希、塚原絢、川並和香、澤原行正、及川響子、などがいる。2008年（平成20年）には門下生による演奏会が開催されている。
「たぐいまれな光で周囲を照らし続ける星（スター）」として、多彩な活動を行っており、様々な企画、構成、脚本（台本）、演出、字幕を手掛け、実現させている。司会や案内役・語りをこなしているコンサートもある。
1995年（平成7年）には新しい日本の歌作品を創造する団体「桜声舎」を組織し代表を務める。なお「桜声舎」の顧問は高橋大海、講師は瀬山詠子、理事は加藤昌則である。2000年（平成12年）には故郷の音楽家たちに呼びかけ「アンサンブル・ソネット愛媛」（レジデンスコンポーザー：加藤昌則）を設立している。
東京シティ・バレエ団でも台本と演出を担当。2016年（平成28年）には（公財）北野生涯教育振興会によるオペラ『ヤマタノオロチ』（作曲：加藤昌則、めぐろパーシモンホール）で主役スサノオノミコトを演じるとともに演出を務める。
また「黒い薔薇歌劇団」を結成し、2015年（平成27年）1月17日かつしかシンフォニーヒルズ『魔笛』で旗揚げ公演。2016年（平成28年）5月8日に春日井市民会館で『魔笛』。2017年（平成29年）1月28日に再びかつしかシンフォニーヒルズで『魔笛』。いずれも構成・演出・字幕を手掛ける。
2018年（平成30年）にはMOZART SINGERS JAPANを主宰し、同年6月4日 - 8日に浦和市文化会館で『コジ・ファン・トゥッテ』を開催しCDをリリース。その後も続けてCDをリリースし、2019年（令和元年）11月24日には小金井宮地楽器ホールで『ドン・ジョヴァンニ』タイトル・ロール。他にも様々な公演を企画・開催。2020年（令和2年）2月16日に王子ホールで上演された『コジ・ファン・トゥッテ』においてもグリエルモとして出演する傍ら、構成・演出・字幕を手掛けている。
著作家としても活動しており、2019年（令和元年）には2冊目の著書『職業：宮本益光』を出版。このタイトルは寺山修司へのオマージュによるものである。
二期会会員。日本声楽アカデミー会員。2018年（平成30年）「やわたはま応援隊」に任命される。

## 受賞歴

### 本人受賞
- 友愛ドイツ歌曲コンクール学生の部第1位[13]
- 奏楽堂日本歌曲コンクール奨励賞[13]
- 第69回日本音楽コンクール入選[13]
- 国際モーツァルトコンクール派遣者選考会にて優秀賞[13]
- 藝大在学中に「よんでん文化振興財団奨学生」に選ばれる[13]
- 2005年「テレビ愛媛賞25」[13]
- 2009年「よんでん芸術文化賞」芸術文化奨励賞[2]
- 2012年度 第11回佐川吉男音楽賞 福島－Fukushima－復興・復活オペラプロジェクト『白虎』（脚本：宮本益光・作曲：加藤昌則・プロデュース＆指揮：佐藤正浩）

### 関連受賞
- 2006年（平成18年）第61回文化庁芸術祭大賞 東京二期会 モーツァルト『コジ・ファン・トゥッテ』宮本亞門演出 グリエルモ役で出演

## 学術論文
- 博士論文 『オペラの日本語訳詩、その方法論』博音第64号 2005年（平成17年）3月25日 東京藝術大学[50]
- 『ジーバー「8小節からなる36曲のヴォカリーズ集」の研究と活用法』 聖徳大学大学院音楽文化研究科[13]

## 出版作品
注記の無いものはAmazonにより存在を確認。

### 著書
- 宮本益光とオペラへ行こう（旬報社まんぼうシリーズ） 旬報社 2007年3月1日 ISBN 978-4845110131
- 職業：宮本益光 らんか社 2019年10月31日 ISBN 978-4883305100

### 詩集
- もしも歌がなかったら 2011年1月1日 セーラー出版 ISBN 978-4883305001
- 樹形図 2017年3月31日 らんか社 ISBN 978-4883305025

### 楽譜

#### 作詞
- 同声合唱組曲 あしたのうた 詩：宮本益光 曲：加藤昌則 2009年3月 音楽之友社 ISBN 978-4276583344[52]
- 同声女声合唱とピアノのための 歌いたがりの歌の歌 詩：宮本益光 曲：加藤昌則 2011年3月9日 音楽之友社 ISBN 978-4276583368
- 二部合唱のための6つのソング うたうたう 詩：宮本益光 作曲：信長貴富 2012年7月26日 音楽之友社 ISBN 978-4276554696
- 女声合唱組曲 花流し 詩：宮本益光 曲：加藤昌則 2013年5月21日 音楽之友社 ISBN 978-4276552593
- 二部合唱曲集 いのちの寓話 詩：宮本益光 曲：信長貴富 2017年11月20日 音楽之友社 ISBN 978-4276558441
- 女声合唱曲集 にじのソネット 詩：宮本益光 曲：信長貴富 2017年11月20日 音楽之友社 ISBN 978-4276558434
- ピアノと歌う 世界の歌曲 －歌の翼に－ 【ピアノ伴奏CD付】監修：宮本益光 一部編曲：加藤昌則 2019年3月17日 ヤマハミュージックメディア ISBN 978-4636950229

#### 作曲
- 歌曲集 私の歌 詩：宮本益光 谷川俊太郎 新川和江 林望 高田敏子 曲：宮本益光 2020年12月24日 カワイ出版 ISBN 978-4760941872

## 未出版作品
- 男声合唱のための合唱詩『ふなたび』詩：宮本益光 曲：加藤昌則 2013年 慶應義塾ワグネル・ソサィエティー男声合唱団の委嘱による（同団の第138回定期演奏会で初演）[53]
- 『誰にも聞こえぬ声で』詩：宮本益光 曲：信長貴富 2025年「コーラス・サミット2 ～信長貴富氏を迎えて～」のための委嘱による[54]（2025年8月3日午前8時15分より元安川親水テラスにて初演）[55][56]

## 脚本
- 福島－Fukushima－復興・復活オペラプロジェクト『白虎』脚本（作曲：加藤昌則）

## 発売メディア
注記の無いものはAmazonにより存在を確認。
- CD おやすみ バリトン：宮本益光 ピアノ：寺嶋陸也 企画：江川紹子 2005年10月19日 ユニーバーサル・ミュージック
- CD 加藤昌則歌曲集 あしたのうた バリトン：宮本益光 ピアノ：加藤昌則 2007年3月25日 ナミ・レコード
- CD 千の風になって／小さな空 2007年8月14日 ユニバーサル ミュージック クラシック
- CD 碧のイタリア歌曲 バリトン：宮本益光 イタリアからの室内合奏団アンサンブル・クラシカとのコラボ[11] 2012年2月22日  オクタヴィアレコード
- CD 信長貴富歌曲集 うたうたう バリトン：宮本益光 ピアノ：髙田恵子 2017年3月22日  オクタヴィアレコード
- CD 宮本益光歌曲集 私の歌 作曲・バリトン：宮本益光 ソプラノ：鵜木絵里 ピアノ：髙田恵子 2020年 限定販売
- CD2枚組 モーツァルト『コジ・ファン・トゥッテ』全曲 フィオルディリージ：針生美智子 ドラベッラ：小林由佳 グリエルモ：宮本益光 フェランド：望月哲也 デスピーナ：鵜木絵里 ドン・アルフォンソ：黒田博 ピアノ：山口佳代 モーツァルト・シンガーズ・ジャパン 2018年10月24日  オクタヴィアレコード
- CD2枚組 モーツァルト『ドン・ジョヴァンニ』全曲 ドン・ジョヴァンニ：宮本益光 騎士長：伊藤純 ドンナ・アンナ：針生美智子 ドン・オッターヴィオ：望月哲也 ドンナ・エルヴィーラ：文屋小百合 レポレッロ：原田圭 マゼット：近藤圭 ツェルリーナ：三井清夏 ピアノ：石野真穂 2019年11月20日 オクタヴィアレコード
- CD モーツァルト 音楽劇『バスティアンとバスティエンヌ』 宮本益光 望月哲也 鵜木絵里 髙田恵子 モーツァルト・シンガーズ・ジャパン 2020年11月25日 オクタヴィアレコード
- CD オーケストラル・シーン 湯浅譲二 直野容子 浅田康予 高橋淳 宮本益光 飯森範親 飯守泰次郎 ルーカス・フィス 東京交響楽団 新交響楽団 ブリュッセルBRTフィルハーモニー管弦楽団 2004年12月21日 フォンテック
- CD クラシック 2007 オムニバス 岡本知高 宮本益光 キャサリン・ジェンキンス ヘイリー・ウェステンラ ラッセル・ワトソン ボンド 上松美香 ヴラディーミル・アシュケナージ 近藤嘉弘 ロビー・ラカトシュ 2004年12月21日 フォンテック
- CD 今井重幸 回顧展コンサート ライブ録音 オーケストラ・ニッポニカ 吉原すみれ 甲田潤 松村エリナ 閔栄治 宮本益光 添川浩史 稲田康 山口恭範 2004年12月20日 アルケミスタ・レコーズ
- CD 湯浅譲二 オーケストラの時の時 オムニバス 東京混声合唱団 宮本益光 指揮：ミヒャエル・ギーレン 準・メルクル 飯守奉次郎 飯森範親  NHK交響楽団 日本フィルハーモニー交響楽団 東京交響楽団 2007年3月21日 フォンテック
- CD ラスト・ソング－人生を彩る奇跡の歌 オムニバス 唐澤まゆこ ウィーン少年合唱団 アンネット・一恵・ストゥルナート シルヴィア・マクネアー クワイヤーボーイズ 晋友会合唱団 岡本知高 佐藤由美子 レーナ・マリア 宮本益光 2015年7月29日 ユニバーサル ミュージック
- CD オペラ『白虎』（作曲: 加藤昌則／脚本: 宮本益光）福島 復興・復活オペラプロジェクト 佐藤正浩：指揮、オペラ白虎特別編成オーケストラ、経種廉彦 高橋啓三 黒田博 腰越満美 2014年1月31日 ALTUS
- DVD 宮本益光リサイタル－日本語訳詞で聴くオペラ名場面集[11]
- Blu-ray 冨田勲『イーハトーヴ交響曲』ISAO TOMITA SYMPHONY IHATOV ヴァーチャルシンガー：初音ミク エレクトロニクス：ことぶき光 パーカッション：梯郁夫 キーボード：鈴木隆太 管弦楽：東京フィルハーモニー交響楽団 合唱：慶應義塾ワグネル・ソサィエティー男声合唱団、慶應義塾ワグネル・ソサィエティーOB合唱団（合唱指揮:下河原建太） / 聖心女子大学グリークラブ / シンフォニーヒルズ少年少女合唱団（児童合唱指揮：宮本益光） 指揮：河合尚市 収録：2013年9月15日、16日 Bunkamura オーチャードホール

## 関連図書・DVD
- 二本の木 夫婦がん日記 2010/5/25 NHK出版 ISBN 978-4140814239[11]
- DVD 二本の木 －がんで逝った夫婦 815日の記録－ 出演：片岡仁左衛門、竹下景子 2010/7/23 NHKエンタープライズ[11]

## 放送出演
テレビ
- テレビ朝日『題名のない音楽会21』
- BSフジ『わがまま!気まま!旅気分』
- NHK総合『家族で選ぶにっぽんの歌』
- 日本テレビ『深夜の音楽会』

ラジオ
- NHK-FM『名曲リサイタル』